# Регулярная грамматика
Регулярная грамматика — формальная грамматика типа 3 по иерархии Хомского, регулярные грамматики определяют в точности все регулярные языки, и поэтому эквивалентны конечным автоматам и регулярным выражениям. Регулярные грамматики являются подмножеством контекстно-свободных.

## Задание набором правил
Регулярная грамматика может быть задана набором правил как левая или правая регулярная грамматика.
Правая регулярная грамматика, или праволинейная грамматика, — все правила могут быть в одной из следующих форм:
1. A → a
2. A → aB
3. A → ε

левая регулярная грамматика, или леволинейная грамматика, — все правила могут быть в одной из следующих форм:
1. A → a
2. A → Ba
3. A → ε

где
- заглавные буквы (A, B) обозначают нетерминалы из множества N
- строчные буквы (a, b) обозначают терминалы из множества Σ
- ε — пустая строка, то есть строка длины 0

Классы правых и левых регулярных грамматик эквивалентны — каждый в отдельности достаточен для задания всех регулярных языков. Любая регулярная грамматика может быть преобразована из левой в правую, и наоборот.
Альтернативные названия связаны с тем, что это подклассы более общего класса линейных грамматик.

### Пример
Правая регулярная грамматика G, заданная N = {S, A}, Σ = {a, b, c}, P состоит из следующих правил:
S → aS
S → bA
A → ε
A → cA
и S является начальным символом. Эта грамматика описывает тот же язык, что и регулярное выражение a*bc*.

## Ограниченность
Существенно, что правила должны быть либо только лево-регулярными, либо только право-регулярными. Комбинация тех и других не допускается.
Например, контекстно-свободный язык строк вида {\displaystyle a^{i}b^{i}}, где {\displaystyle i\geq 0} не является регулярным, но задается грамматикой G, где N = {S, A}, Σ = {a, b}, P состоит из правил
S → aA
A → Sb
S → ε
и S является начальным символом. Данная грамматика содержит одновременно лево-регулярные и право-регулярные правила, и следовательно не является регулярной.